# Холи Данијелс
Холи Данијелс (енгл. Hollie Daniels; рођена 1982) је америчка активисткиња, жртва трговине људима и активиста за борбу против трговине људима у Коламбусу. Обучава о поремећајима злоупотребе супстанци и питањима менталног здравља.

## Биографија
Рођена је 1982. године. Када је имала петнаест година мајка ју је први пут продала и седамнаест година је била трована дрогама. Уз помоћ иновативног правосудног програма CATCH Court, који открива криминалце који су заправо жртве, успела је да побегне 2015. Већина жена које су жртве сексуалне експлоатације у Сједињеним Америчким Државама обележене су тетоважама и ожиљцима, а Данијелс је од тада трансформисала тетоваже свог тела како би поново потврдила контролу над својим животом.
Након изласка из затвора суоснивала је непрофитну организацију Reaching For the Shining Starz која помаже потенцијалним жртвама сексуалне експлоатације. Убрзо је постала њен извршни директор. На првом волонтирању упознала је своју млађу сестру Рози, која је имала исту судбину као и она. Годину дана је наставила да је посећује сваке недеље, све док Рози није успела да остави живот на улици. Данас ради пуно радно време у центру Sanctuary Night који помаже женама које су сексуално експлоатисане, бескућнице и зависне.
Године 2019. је Данијелс сврстана међу сто жена Би-Би-Сија, а 2020. је основала програм опоравка свих мушкараца и жена.